# Relaxin’ with the Miles Davis Quintet
Relaxin’ with the Miles Davis Quintet ist ein Jazz-Album von Miles Davis, aufgenommen am 11. Mai und 26. Oktober 1956 für Prestige Records.

## Vorgeschichte des Albums
Durch seinen Auftritt beim Newport Jazz Festival am 17. Juli 1955 bekam die Karriere von Miles Davis starken Auftrieb, da er mit seinem Auftritt – begleitet von Percy Heath und Connie Kay – mit Stücken wie Now’s the Time und ’Round Midnight das Publikum beeindrucken konnte. In diesem Jahr hatte der Modern Jazz in den USA stark an Popularität zugenommen; dies lag an Musikern wie Chet Baker, Gerry Mulligan oder Dave Brubeck, die nach der Bebop-Revolution den Jazz wieder einem breiteren Publikum zugänglich machten. Das Plattenlabel Columbia Records war daher auf der Suche nach jungen, unverbrauchten Talenten. Der Columbia-Chef saß in Newport im Publikum, war von Miles’ Auftritt begeistert und bot ihm einen Plattenvertrag an.
Das Hindernis für den schnellen Wechsel zu Columbia war die Tatsache, dass der Trompeter seinem Plattenlabel Prestige Records noch vier Alben schuldete. Nach dem Newport-Auftritt machte sich Miles Davis sofort daran, eine neue Band zusammenzustellen. Er verpflichtete Red Garland und Philly Joe Jones, mit denen er schon im Sommer 1955 Quartettaufnahmen eingespielt hatte. Hinzu kam der erst 19-jährige Bassist Paul Chambers. Außerdem wollte er ein zweites Blasinstrument, ein Saxophon in der Band, das die Art von Kontrast liefern sollte, wie es einst Charlie Parker in ihrer gemeinsamen Formation getan hatte. Garland und Jones machten Miles auf John Coltrane aufmerksam. Sie erhielten schließlich einen Vertrag, um im legendären Birdland zu spielen. Am 27. Oktober 1955 nahm das neue Quintett zwei Bebop-Nummern, Budo und A-Leu-Cha auf. Die beiden Titel konnten aber erst veröffentlicht werden, nachdem Davis seine vertraglichen Verpflichtungen bei Prestige Records erfüllt hatte. Einen Monat später, am 16. November 1955, entstand das Prestige-Album Miles (PRLP 7014), das bereits den Durchbruch zum Hardbop-Stil darstellte. Coltrane bekam in dem bald berühmten „ersten Miles Davis Quintett“ die Freiheit, seinen damals revolutionären Stil zu entwickeln.

## Das Album
Um vorzeitig aus seinem Vertrag mit Prestige herauszukommen, nahm Miles Davis mit seinem Quintett in zwei „Studio-Marathons“ im Mai und Oktober 1956 insgesamt 24 Titel auf: „Wie bei einem Clubauftritt ließ das Quintett sein ganzes Repertoire passieren. Sämtliche Titel wurden ohne Wiederholung heruntergespielt. Obgleich beide Sessions sich durch ein hohes musikalisches Niveau auszeichnen, ist doch bei einigen Titeln (etwa bei Blues by Five oder Half Nelson) die Eile der Produktion deutlich hörbar.“
Das Repertoire umfasste Bebop-Standards wie Salt Peanuts oder Woody ’n’ You als Reminiszenz an Dizzy Gillespie bis hin zu Broadway-Nummern wie You Are My Everything und I Could Write a Book. Die „Veredelung“ von Standards gelang ihnen besonders in Stücken wie If I Were a Bell oder My Funny Valentine, die Miles Davis seitdem noch lange in seinem Programm haben sollte.

## Die Titel
Die ersten vier Stücke stammen von der Oktober-Session, die anderen zwei von der Mai-Session.
1. If I Were a Bell (Frank Loesser)
2. You’re My Everything (Mort Dixon – Joe Young – Harry Warren)
3. I Could Write a Book (Richard Rodgers – Lorenz Hart)
4. Oleo (Sonny Rollins)
5. It Could Happen to You (Johnny Burke – Jimmy Van Heusen)
6. Woody 'n' You (Dizzy Gillespie)

## Editionsgeschichte
Die bei den zwei Sessions vom 11. Mai und 26. Oktober aufgenommenen Titel erschienen außer auf Relaxin’ (P 7129, 1957) auf weiteren drei Alben, so zuerst auf Cookin’ with the Miles Davis Quintet (P 7094, Oktober 1956), Workin’ with the Miles Davis Quintet (P 7166, 1959) und Steamin’ with the Miles Davis Quintet (Prestige P 7200, 1961).

## Weblink
- Original Liner Notes